# Dylan Casey
Dylan Casey (né le 13 avril 1971 à Walnut Creek en Californie) est un coureur cycliste américain. Professionnel de 1996 à 2003, il a notamment été deux fois  champion des États-Unis du contre-la-montre, en 1998 et 2002, et médaillé d'or de la poursuite aux Jeux panaméricains de 1999.

## Palmarès
- 1996
  - Cat's Hill Classic
- 1997
  - 3e du First Union Grand Prix
- 1998
  -  Champion des États-Unis du contre-la-montre
  - Tucson Bicycle Classic :
    - Classement général
    - 1re et 3e étapes
- 1999
  -  Médaillé d'or de la poursuite aux Jeux panaméricains
  - 3e du Tour des Pays-Bas
  - 3e de la Valley of the Sun Stage Race
- 2000
  - 2e étape de la Redlands Bicycle Classic  (contre-la-montre)
  - 6e étape secteur a des Quatre Jours de Dunkerque (contre-la-montre)
  - 4e étape du Tour de Luxembourg (contre-la-montre)
- 2002
  -  Champion des États-Unis du contre-la-montre